# Milena Strnadová
Milena Strnadová née Matějkovičová (née le 23 mai 1961 à Ústí nad Labem) est une athlète tchèque spécialiste du 800 mètres. Elle est sacrée championne d'Europe en salle du 800 mètres lors des championnats de 1984 à Göteborg.

## Carrière

### Palmarès
| Date | Compétition                    | Lieu      | Résultat | Épreuve    | Performance   |
| ---- | ------------------------------ | --------- | -------- | ---------- | ------------- |
| 1982 | Championnats d'Europe          | Athènes   | 2e       | 4 × 400 m  | 3 min 22 s 17 |
| 1983 | Championnats du monde          | Helsinki  | 2e       | 4 × 400 m  | 3 min 20 s 32 |
| 1984 | Championnats d'Europe en salle | Göteborg  | 1re      | 800 mètres | 1 min 59 s 52 |
| 1985 | Finale du Grand Prix IAAF      | Rome      | 3e       | 800 mètres |               |
| 1986 | Championnats d'Europe          | Stuttgart | 5e       | 800 mètres | 1 min 58 s 89 |

### Records
| Épreuve    | Performance   | Lieu      | Date |
| ---------- | ------------- | --------- | ---- |
| 800 mètres | 1 min 58 s 89 | Stuttgart | 1985 |